# Офанзива у северној Вирџинији
Офанзива у северној Вирџинији (енгл. Northern Virginia campaign), од 11. јула до 29. августа 1862, успешна противофанзива Конфедерације после битке за Ричмонда под командом Роберта Лија.

## Позадина
Спектакуларан неуспех Полуострвске операције (16. март-1. јул 1862) у коју је уложено толико људи, материјала и нада, узбунио је јавно мнење Севера. Линколн је био принуђен да војне операције поново повери професионалном војнику. Одабрао је Хенрија Хелека коме су приписани успеси на западном ратишту. Њега је 11. јула 1862. поставио за команданта свих копнених снага САД. На Западу Хелека је заменио Грант. Меклелена, који се са исцрпљеним остацима своје војске још налазио на полуострву Вирџинија (на реци Џемс северно од Ричмонда) потчинио Џону Поупу, такође генералу који се истакао на Западу. Поупу је поверена нова армија у долини Шенандое, састављена од Бенксових, Мек Доуелових и још неких трупа са Запада.

## Операције
Генерал Хелек наредио је да се армија Потомака морем пребаци у Еквија Крик, јужно од Манасаса, како би се спојила са војском генерала Поупа ради нове офанзиве на Ричмонд. Сазнавши да се Унионисти спремају да напусте полуострво Вирџинија, генерал Ли одлучио је да искористи подељеност њихових снага. Оставио је 20.000 људи пред Ричмондом, а са 50.000 кренуо је у Северну Вирџинију како би потукао војску генерала Поупа док је војска генерала Меклелена још пловила морем.
Поупова директна офанзива на Ричмонд завршила се несрећно. Стигао је 17. јула до Оринџа, а на глас да наилазе јаке противничке снаге склонио се иза Репидена код Калпепера. После неуспеха једног његовог корпуса 9. августа код Сидер Маунтина, повукао се Поуп 17. августа иза Репехенока. Имао је око 60.000 људи, а пред њим Ли нешто више. Узнемирени за судбину главног града, Линколн и Хелек наређују да се Меклелен укрца за Вашингтон, одакле треба да појача Поупа. У међувремену генерал Џеб Стјуарт врши смео коњички реид у Поупову позадину и плени сав његов лични пртљаг са архивом. Стоунвол Џексон иде за њим са 32.000 људи и заузима Менесес. На Бул Рану Поуп га напада 29. августа, потискује, али идућег дана наилази Ли па се Поуп склања чак иза фортификација Александрије код Вашингтона.

## Последице
Ова друга битка на Бул Рану стала је Север 15.000 људи, а Поупа армијске команде. Поуп је принуђен да армијску команду поново препусти генералу Меклелену, који је одређен за команданта свих снага Уније на Потомаку - око 150.000 људи. Генерал Ли није желео да друга победа на Бул Рану остане неискоришћена, па је предузео офанзиву на Мериленд.